# پل شوبرگ
پل شوبرگ (انگلیسی: Paul Sjöberg; ۱۴ ژوئیهٔ ۱۸۹۷ – ۱۶ مارس ۱۹۷۸) قایقران قایق بادبانی، و قایقران اهل فنلاند بود.